# Oplegslot

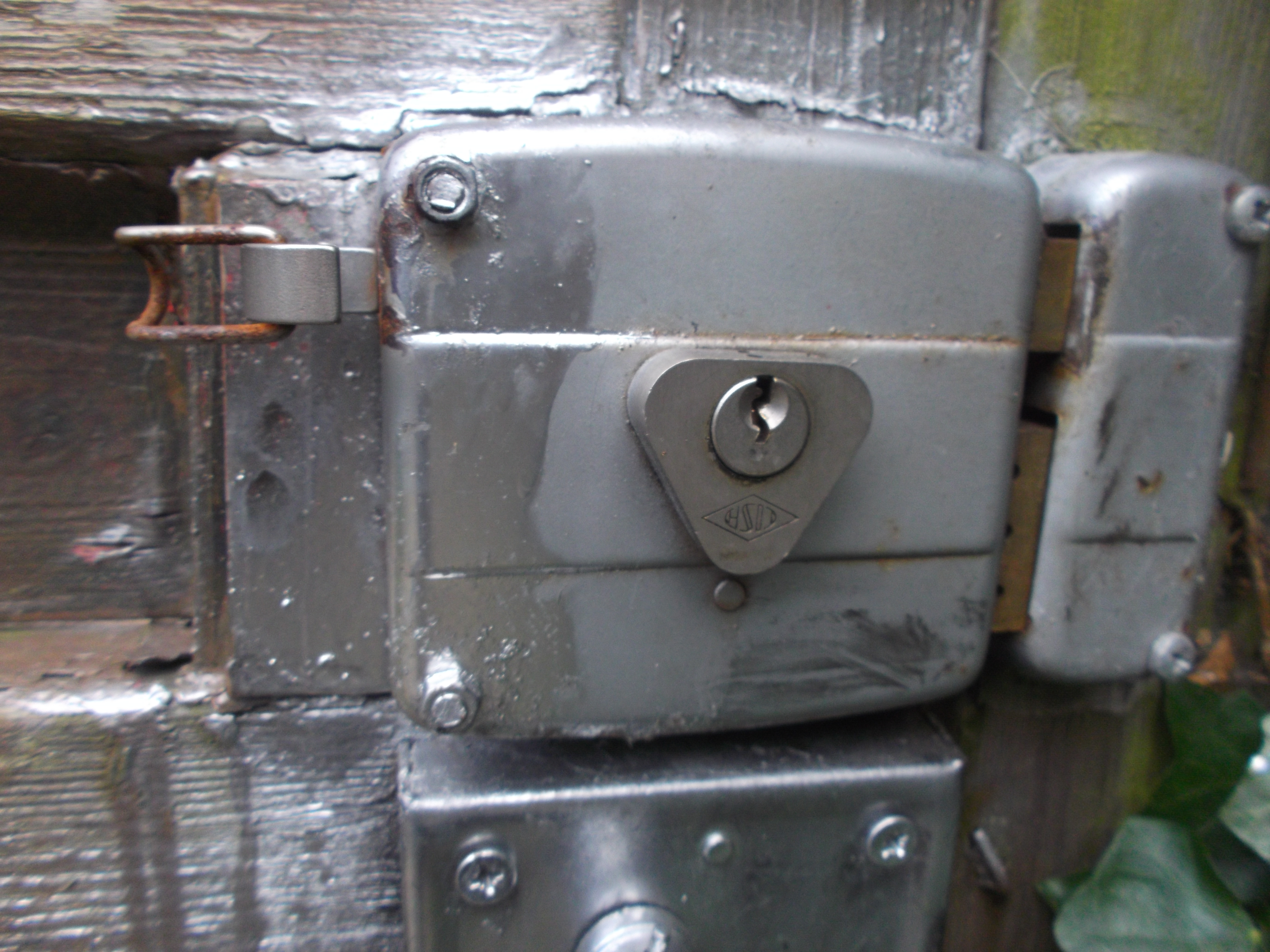
Oplegslot (ondersteboven gemonteerd) op poortdeur

Een oplegslot is een slot dat aan de binnenkant op een deur of poort(deur) bevestigd wordt.
Anders dan een insteekslot, dat geheel in een deur is ingelaten, wordt de slotkast van een oplegslot op de deur bevestigd en zodanig dat het slot buiten de kozijnstijl steekt. Dit soort sloten wordt veelvuldig toegepast onder andere in de meubelbouw, bij schuurdeuren, kastdeuren en voordeuren. In de meeste andere gevallen zal men echter uit esthetische overwegingen de voorkeur geven aan het onzichtbare insteekslot. De oplegsloten hebben geen SKG**-keurmerk, waardoor ze minder geschikt zijn voor voordeuren dan de nieuwere sloten (vanaf de jaren 1990) met uitzondering van een nieuw model van Lips met veiligheidsrozet.
Bij een voordeur gebruikt men een oplegslot dat bestaat uit een slotkast, cilinder, trekker, dagschoot en nachtschoot. De slotkast wordt op de deur gemonteerd, terwijl de sluitkom aan het kozijn wordt bevestigd. De dag- en nachtschoot zijn de beweegbare delen die uit het slot steken, en in de sluitkom vallen.  De nachtschoot wordt afgesloten met een sleutel, terwijl de dagschoot wordt bediend door zowel de sleutel als de trekker. Er zijn modellen met een vaste- en met een losse buitencilinder. Een oplegslot met een vaste cilinder vormt één geheel. Een losse buitencilinder de zogenaamde staartcilinder, is voorzien van een platte stift waarmee het oplegslot aan de binnenkant van de deur bediend wordt. 
Een tussenvorm is het zogenaamde inlaatslot. Hierbij wordt aan de binnenkant van de deur of lade het hout zover weggestoken dat de buitenkant van de slotkast gelijk met de oppervlakte van het hout komt te liggen of anders gezegd, het slot wordt in zijn geheel in het hout van de deur of lade verzonken. Dit type slot wordt vrijwel uitsluitend in de meubelbouw toegepast.